# Walhalla (tempio)

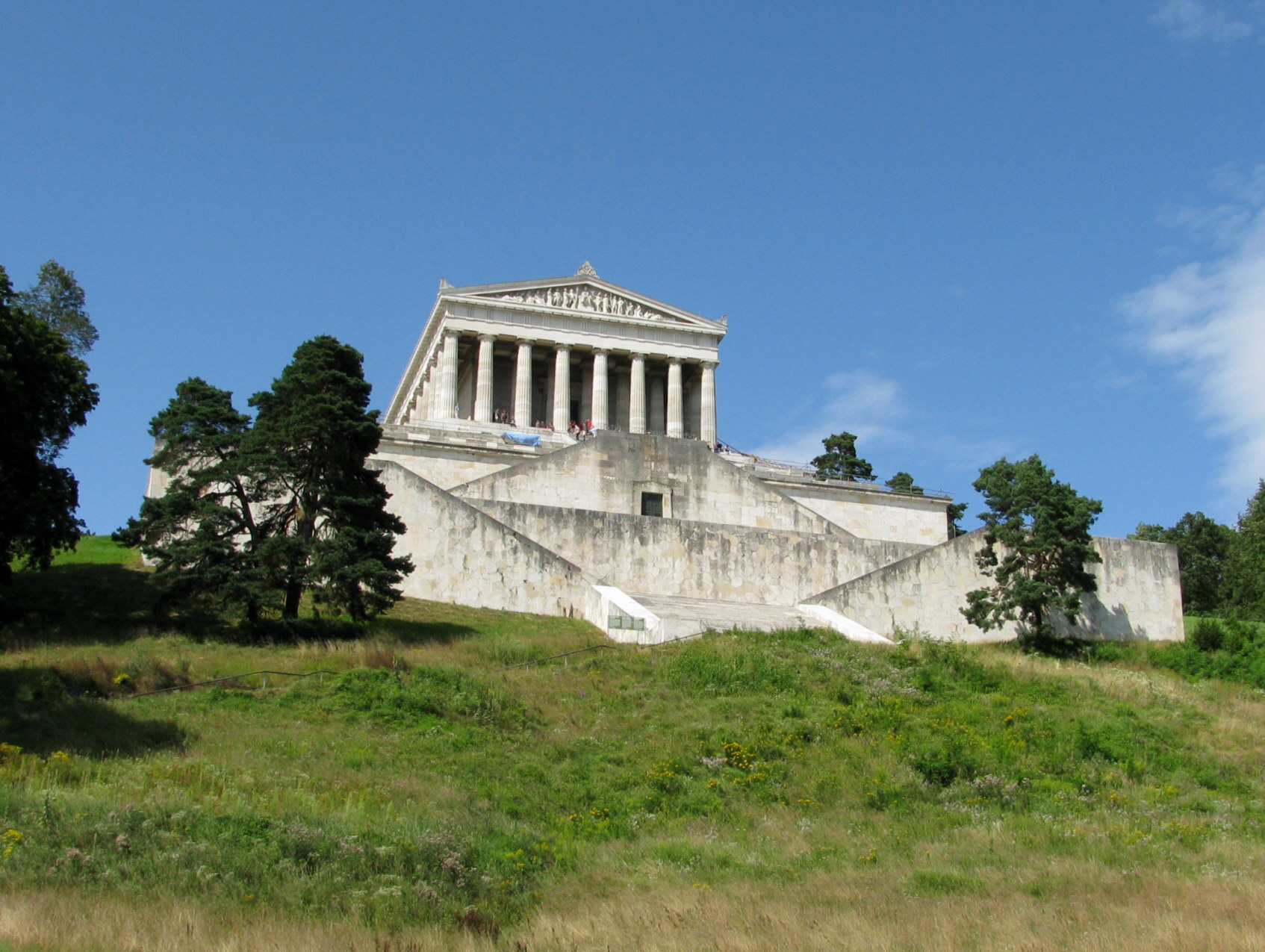
Il Walhalla

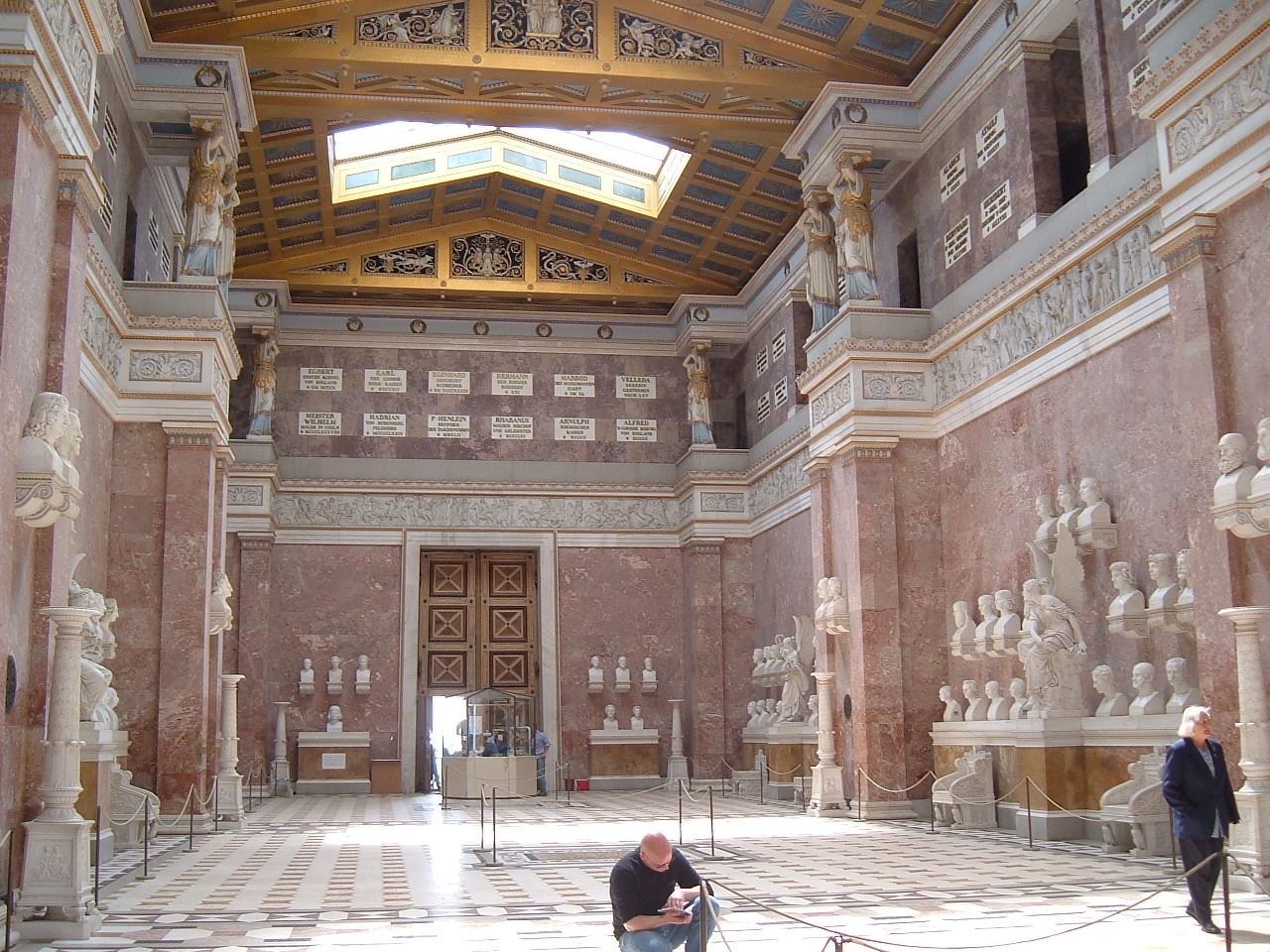
Interno (verso l'ingresso)

Il Walhalla è un tempio neoclassico ubicato a Donaustauf, nei pressi di Ratisbona, su una collina posta lungo le sponde del Danubio.

## Storia e descrizione
Il vasto complesso fu voluto dal re Ludovico I di Baviera, che volle incarnare in un'architettura la tradizione nordica del Valhalla, ovvero del luogo in cui si riunivano le anime degli eroi deceduti in guerra. L'edificio, che doveva servire per ospitare busti e tavole commemorative di personaggi importanti della storia e della cultura della Germania, fu progettato da Leo von Klenze sulla base di un concorso indetto nel 1814. I primi progetti furono rielaborati tra il 1819 e il 1821, mentre i lavori furono portati a termine tra il 1830 e il 1842.
Tra le tavole commemorative e i busti collocati al suo interno si ricordano ad esempio quelli di uomini di Stato, come Otto von Bismarck, scienziati, come Albert Einstein e Carl Friedrich Gauss, musicisti, come Johann Sebastian Bach, Wolfgang Amadeus Mozart, Richard Strauss, Ludwig van Beethoven e Richard Wagner, poeti, come Johann Wolfgang von Goethe, artisti, come Hans Holbein, Peter Vischer il Vecchio, nonché di altre personalità, come Martin Lutero, Sophie Scholl, Immanuel Kant, Josef Radetzky e altri.
Dal punto di vista architettonico, il monumento è costituito da un tempio periptero in stile dorico, ispirato al Partenone e posto su un possente basamento al quale si accede mediante ampie scalinate. La costruzione richiama in maniera straordinaria al monumento ideato da Friedrich Gilly per Federico il Grande, ma von Klenze conferisce all'opera un'impronta più romantica per la presenza al suo interno dei suddetti busti e di un bassorilievo che illustra la storia della Germania.

## Elenco dei personaggi commemorati

### Busti
Segue l'elenco degli attuali 132 busti, con il nome dell'autore e l'anno di realizzazione, in base alla loro posizione all'interno del monumento.
All'apertura, nel 1842, figuravano 96 busti disposti in due file:
- 70 sulla fila superiore (da Enrico I a Maria Teresa);
- 26 sulla fila inferiore (da Lessing a Goethe).

Nei 180 anni dal 1842 al 2022 sono stati aggiunti altri 36 ritratti, tutti nella fila inferiore (che può accoglierne 64 e non 70 come quella superiore), proseguendo da Goethe in poi: la prima aggiunta fu il busto di Lutero nel 1847. Nel 1890 fu aggiunto un tributo anche a Ludovico I, artefice del monumento: il re fu onorato con una statua (e non con un busto), che lo ritrae assiso in trono. Nonostante queste differenze, la statua è comunque considerata parte della sequenza dei busti (identificata col numero 68).
Le aggiunte più recenti sono il busto di Käthe Kollwitz nel 2019 e quello di Max Planck nel 2022. Nella fila inferiore restano pertanto disponibili i posti per gli ultimi tre busti (che saranno numerati 132-133-134, in quanto è stato deciso che il busto di Sophie Scholl debba sempre restare l'ultimo della serie, in posizione di rilievo).
La numerazione è quella riportata nella guida ufficiale del monumento, che non segue l'ordine cronologico ma mira a favorire al visitatore l'agevole identificazione dei personaggi ritratti.

#### Fila superiore
Busti a sinistra della statua di Ludovico I (35)
1. Enrico I di Sassonia (Schadow, 1809)
2. Ottone I di Sassonia (Schadow, 1809)
3. Corrado II il Salico (Schadow, 1809)
6. Federico Barbarossa (Schwanthaler, 1838)
7. Enrico il Leone (Schadow, 1811)
8. Federico II di Svevia (Tieck, 1814)
9 Rodolfo I d'Asburgo (Tieck, 1832)
15. Erwin von Steinbach (Ohmacht, 1811)
16. Johannes Gutenberg (Matthiä, 1835)
17. Jan van Eyck (Tieck, 1817–1842)
18. Federico I del Palatinato (Lossow, 1842)
24. Regiomontano (Lossow, 1842)
25. Nicola di Flüe (Tieck, 1812)
26. Eberardo V di Württemberg (Wagner, 1830)
27. Hans Memling (Woltreck, 1841)
28. Johann von Dalberg (Lossow, aggiunto dopo il 1867)
29. Hans von Hallwyl (Christen, 1812)
35. Bertold von Henneberg-Römhild (Mayer, 1824)
36. Massimiliano I d'Asburgo (P. Kaufmann, 1811)
37. Johannes Reuchlin (Imhof, 1835)
38. Franz von Sickingen (von Bandel, 1827)
39. Ulrich von Hutten (Kirchmayer, 1811)
40. Albrecht Dürer (Rauch, 1837)
41. Georg von Frundsberg (Widnmann, 1841)
47. Peter Vischer il Vecchio (F. Müller, 1839)
48. Giovanni Aventino (Horchler, 1841)
49. Wolter von Plettenberg (L. Schwanthaler, 1832)
50. Erasmo da Rotterdam (Tieck, 1813)
51. Paracelso (E. Wolff, 1827)
52. Niccolò Copernico (Schadow, 1807)
58. Hans Holbein il Giovane (Lossow, 1840)
59. Carlo V d'Asburgo (Schwanthaler, 1842)
60. Cristoforo di Württemberg (Bissen, 1831)
61. Aegidius Tschudi (Tieck, 1817)
67. Guglielmo I d'Orange (Tieck, 1815)
Busti alla destra della statua di Ludovico I (35)
69. Augusto II di Polonia (Rietschel, 1840)
70. Julius Echter von Mespelbrunn (Scholl, 1840)
71. Maurizio di Nassau (Tieck, 1815)
72. Giovanni Keplero (Schöpf, 1842)
73. Albrecht von Wallenstein (Tieck, 1812)
79. Bernardo di Sassonia-Weimar (Tieck, 1812/13)
80. Peter Paul Rubens (Lamine, 1809)
81. Antoon van Dyck (Rauch, 1812)
82. Ugo Grozio (Tieck, 1814)
88. Maximilian von und zu Trauttmansdorff (Schaller, 1824)
89. Massimiliano I di Baviera (Imhof, 1832)
90. Amalia Elisabetta di Hanau-Münzenberg (Tieck, 1817)
91. Maarten Tromp (Kessels, 1825)
92. Paride Lodron (Eberhard, 1814)
93. Frans Snyders (Rauch, 1814)
99. Carlo X Gustavo di Svezia (Tieck, 1816)
100. Johann Philipp von Schönborn (Tieck, 1818)
101. Ernesto I di Sassonia-Gotha-Altenburg (Tieck, 1815)
102. Michiel de Ruyter (Tieck, 1817)
103. Otto von Guericke (Rathgeber, 1811)
104. Federico Guglielmo I di Brandeburgo (Wichmann, 1828)
105. Carlo V di Lorena (Tieck, 1817)
111. Guglielmo III d'Inghilterra (Haller, 1816)
112. Luigi Guglielmo di Baden-Baden (Widnmann, 1842)
113. Gottfried Wilhelm von Leibniz (Schadow, 1808)
114. Herman Boerhaave (Leeb, 1823)
115. Maurizio I, Elettore di Sassonia (Tieck, 1813)
116. Georg Friedrich Händel (Schadow, 1815)
122. Nikolaus Ludwig von Zinzendorf (Tieck, 1818)
123. Burkhard Christoph von Münnich (Lossow, 1841)
124. Johann Joachim Winckelmann (Schadow, 1814)
125. Guglielmo di Schaumburg-Lippe (Schadow, 1809)
129. Albrecht von Haller (Schadow, 1808)
130. Anton Raphael Mengs (Rauch, 1808)
131. Maria Teresa d'Austria (Eberhard, 1811/2)

#### Fila inferiore
Busti a sinistra della statua di Ludovico I (32)
4. Gotthold Ephraim Lessing (Tieck, 1813)
5. Federico II di Prussia (Schadow, 1807)
10. Christoph Willibald Gluck (Dannecker, 1812)
11. Ernst Gideon von Laudon (Kiesling, 1813)
12. Wolfgang Amadeus Mozart (Schwanthaler, 1846)
13. Carlo Guglielmo Ferdinando di Brunswick-Wolfenbüttel (Schadow, 1808)
14. Justus Möser (Schmidt von der Launitz, 1821)
19. Gottfried August Bürger (Tieck, 1817)
20. Caterina II di Russia (Wredow, 1831)
21. Friedrich Gottlieb Klopstock (Schadow, 1808)
22. Wilhelm Heinse (Haller / Mayer, 1826)
23. Johann Gottfried Herder (Tieck, 1815)
30. Immanuel Kant (Schadow, 1808)
31. Friedrich Schiller (Dannecker, 1794)
32. Franz Joseph Haydn (Robatz, 1810)
33. Johannes von Müller (Schadow, 1808)
34. Christoph Martin Wieland (Schadow, 1807)
42. Gerhard von Scharnhorst (Rauch, 1830)
43. Michael Andreas Barclay de Tolly (Widnmann, 1841)
44. Gebhard Leberecht von Blücher (Rauch, 1817)
45. Karl Philipp Schwarzenberg (Schaller, 1821)
46. William Herschel (Eberhard, 1816)
53. Hans Karl von Diebitsch (Rauch, 1830)
54. Heinrich Friedrich Karl von Stein (Leeb, 1825)
55. August Neidhardt von Gneisenau (Tieck, 1842)
56. Johann Wolfgang von Goethe (Tieck, 1808)
57. Martin Lutero (Rietschel, 1847)
62. Carlo d'Asburgo-Teschen (Zauner, 1853)
63. Josef Radetzky (Halbig, 1858)
64. Friedrich Schelling (Lossow, 1860)
65. Ludwig van Beethoven (Lossow, 1866)
66. Guglielmo I di Germania (Knoll 1898)
Busti a destra della statua di Ludovico I (29)
74. Otto von Bismarck (Kurz, 1908)
75. Helmuth Karl Bernhard von Moltke (Hahn, 1910)
76. Richard Wagner (Bleeker, 1913)
77. Johann Sebastian Bach (Behn, 1916)
78. Justus von Liebig (Georgii, 1925)
83. Friedrich Ludwig Jahn (Müller, 1928)
84. Franz Schubert (Weckbecker, 1925)
85. Johann Joseph von Görres (Mattes, 1931)
86. Anton Bruckner (Rothenburger, 1937)
87. Max Reger (Müller, 1948)
94. Adalbert Stifter (Hajek, 1954)
95. Joseph Freiherr von Eichendorff (Knecht, 1957)
96. Wilhelm Conrad Röntgen (Rothenburger, 1959)
97. Max Joseph von Pettenkofer (Fiedler, 1962)
98. Jacob Fugger (Ladner, 1967)
106. Jean Paul (Sonnleitner, 1973)
107. Richard Strauss (Mikorey, 1973)
108. Carl Maria von Weber (Schorer, 1978)
109. Gregor Mendel (Hafner, 1983)
110. Albert Einstein (Uhlig, 1990)
117. Karolina Gerhardinger (Uhlig, 1998)
118. Konrad Adenauer (Weiland, 1999)
119. Johannes Brahms (Knobloch, 2000)
120. Carl Friedrich Gauss (Arfmann, 2007)
121. Edith Stein (Brunner, 2009)
126. Heinrich Heine (Gerresheim, 2010)
127. Käthe Kollwitz (Spiekermann, 2019)
128. Max Planck (Brunner, 2022)
132. Sophie Scholl (Eckert, 2003)

### Targhe
In aggiunta a questi, sono ricordati altri 64 personaggi. Poiché non esistono ritratti o descrizioni da cui trarne busti, si scelse di commemorarli con delle targhe (disposte in due file da 32). L'ordine prescelto era sempre quello cronologico, in base alla data di morte (indicata sulla targa e qui riportata anche ove diverga dalle successive conclusioni storiografiche).
| Nr | Nome                                          | Data di morte (d.C.) | Descrizione                                      |
| -- | --------------------------------------------- | -------------------- | ------------------------------------------------ |
| 1  | Arminio                                       | 21                   | Condottiero dei cherusci                         |
| 2  | Maroboduo                                     | 40                   | Condottiero dei marcomanni                       |
| 3  | Velleda                                       | dopo il 65           | Profetessa dei bructeri                          |
| 4  | Gaio Giulio Civile                            | prima del 100        | Condottiero dei batavi                           |
| 5  | Ermanarico                                    | 375                  | Re dei grutungi                                  |
| 6  | Ulfila                                        | prima del 380        | Evangelizzatore dei goti                         |
| 7  | Fritigerno                                    | dopo il 390          | Re dei tervingi                                  |
| 8  | Alarico I                                     | 410                  | Re dei Visigoti                                  |
| 9  | Ataulfo                                       | 415                  | Re dei Visigoti                                  |
| 10 | Teodorico I                                   | 451                  | Re dei Visigoti                                  |
| 11 | Horsa                                         | 451                  | Condottiero degli juti del Kent                  |
| 12 | Genserico                                     | 477                  | Re dei Vandali                                   |
| 13 | Hengest                                       | 480                  | Condottiero degli juti del Kent                  |
| 14 | Odoacre                                       | 497                  | Re di eruli e gepidi                             |
| 15 | Clodoveo I                                    | 511                  | Re dei Franchi                                   |
| 16 | Teodorico il Grande                           | 526                  | Re degli Ostrogoti                               |
| 17 | Totila                                        | 552                  | Re degli Ostrogoti                               |
| 18 | Alboino                                       | 573                  | Re dei Longobardi                                |
| 19 | Teodolinda                                    | c. 626               | Regina dei longobardi                            |
| 20 | Emmerano di Ratisbona                         | 680                  | Vescovo e santo                                  |
| 21 | Pipino di Herstal                             | 716                  | Maestro di palazzo d'Austrasia                   |
| 22 | Beda il Venerabile                            | 735                  | Abate e storico                                  |
| 23 | Vilibrordo di Utrecht                         | 739                  | Vescovo e santo                                  |
| 24 | Carlo Martello                                | 741                  | Maestro di palazzo dei Merovingi                 |
| 25 | Bonifacio di Magonza                          | 755                  | Vescovo e santo                                  |
| 26 | Pipino il Breve                               | 768                  | Re dei Franchi                                   |
| 27 | Vitichindo                                    | c. 800               | Condottiero dei sassoni                          |
| 28 | Paolo Diacono                                 | dopo l'800           | Storico dei longobardi                           |
| 29 | Alcuino di York                               | 804                  | Abate e studioso                                 |
| 30 | Egberto del Wessex                            | c. 810               | Re d'Inghilterra                                 |
| 31 | Carlo Magno                                   | 814                  | Re dei Franchi e Imperatore                      |
| 32 | Eginardo                                      | 839                  | Storico e biografo di Carlo Magno                |
| 33 | Rabano Mauro                                  | 856                  | Vescovo ed erudito                               |
| 34 | Arnolfo di Carinzia                           | 900                  | Re dei Franchi Orientali e Imperatore            |
| 35 | Alfredo il Grande                             | 900                  | Re d'Inghilterra                                 |
| 36 | Ottone I di Sassonia                          | prima del 919        | Duca di Sassonia                                 |
| 37 | Arnolfo di Baviera                            | 937                  | Duca di Baviera                                  |
| 38 | Matilde di Ringelheim                         | 968                  | Regina consorte di Germania, santa               |
| 39 | Roswitha di Gandersheim                       | prima del 1000       | Religiosa e drammaturga                          |
| 40 | Bernoardo di Hildesheim                       | 1028                 | Vescovo e santo                                  |
| 41 | Eriberto di Colonia                           | 1028                 | Vescovo e santo                                  |
| 42 | Enrico III il Nero                            | 1056                 | Imperatore del Sacro Romano Impero               |
| 43 | Lamberto di Hersfeld                          | 1077                 | Storico                                          |
| 44 | Ottone di Bamberga                            | 1139                 | Vescovo                                          |
| 45 | Ottone di Frisinga                            | 1158                 | Vescovo e storico                                |
| 46 | Ildegarda di Bingen                           | 1179                 | Badessa e santa                                  |
| 47 | Ottone I di Baviera                           | 1183                 | Duca di Baviera                                  |
| 48 | Engelberto di Berg                            | 1226                 | Vescovo e santo                                  |
| 49 | L'anonimo autore de La canzone dei Nibelunghi |                      |                                                  |
| 50 | Walther von der Vogelweide                    | 1230                 | Poeta autore di Minnesang                        |
| 51 | Elisabetta d'Ungheria                         | 1231                 | Principessa e santa                              |
| 52 | Leopoldo VI di Babenberg                      | 1234                 | Duca d'Austria                                   |
| 53 | Ermanno di Salza                              | 1240                 | Gran maestro dell'Ordine teutonico               |
| 54 | Wolfram von Eschenbach                        | 1251                 | Poeta autore di Minnesang                        |
| 55 | Mastro Gerardus                               | 1271                 | Architetto del Duomo di Colonia                  |
| 56 | Arnold zum Turm                               | 1264                 | Fondatore della Lega della Renania               |
| 57 | Alberto Magno                                 | 1280                 | Vescovo ed erudito                               |
| 58 | Patto del Grütli                              | dopo il 1306         | Fondazione della Vecchia Confederazione svizzera |
| 59 | Federico I d'Asburgo                          | 1330                 | Duca d'Austria                                   |
| 60 | Bruno von Warendorp                           | 1369                 | Sindaco di Lubecca, capo della Lega anseatica    |
| 61 | Arnold von Winkelried                         | 1386                 | Cavaliere svizzero                               |
| 62 | Guglielmo di Colonia                          | 1388                 | Pittore                                          |
| 63 | Adrian von Bubenberg                          | 1479                 | Generale svizzero                                |
| 64 | Peter Henlein                                 | 1542                 | Inventore dell'orologio portatile                |

Nel 2003 assieme al busto di Sophie Scholl è stata aggiunta una targa (fuori serie) commemorativa della Resistenza tedesca al nazismo.